# Loosdorf
Loosdorf est une commune autrichienne du district de Melk en Basse-Autriche.

## Histoire
De 1570 à 1627 il se trouvait un gymnase protestant à Loosdorf.
De 1843 à 1874 le comte Antoni August Halka-Ledóchowski, un frère du cardinal Mieczysław Ledóchowski, vivait à Loosdorf avec sa famille. D'abord au château Sitzenthal, et après la mort de sa première femme dans une maison à Loosdorf.

## Lieux et monuments
- L'église paroissiale de Loosdorf, datant des XVIe et XVIIIe siècles, est protégée comme Denkmalgeschütztes Objekt (en).

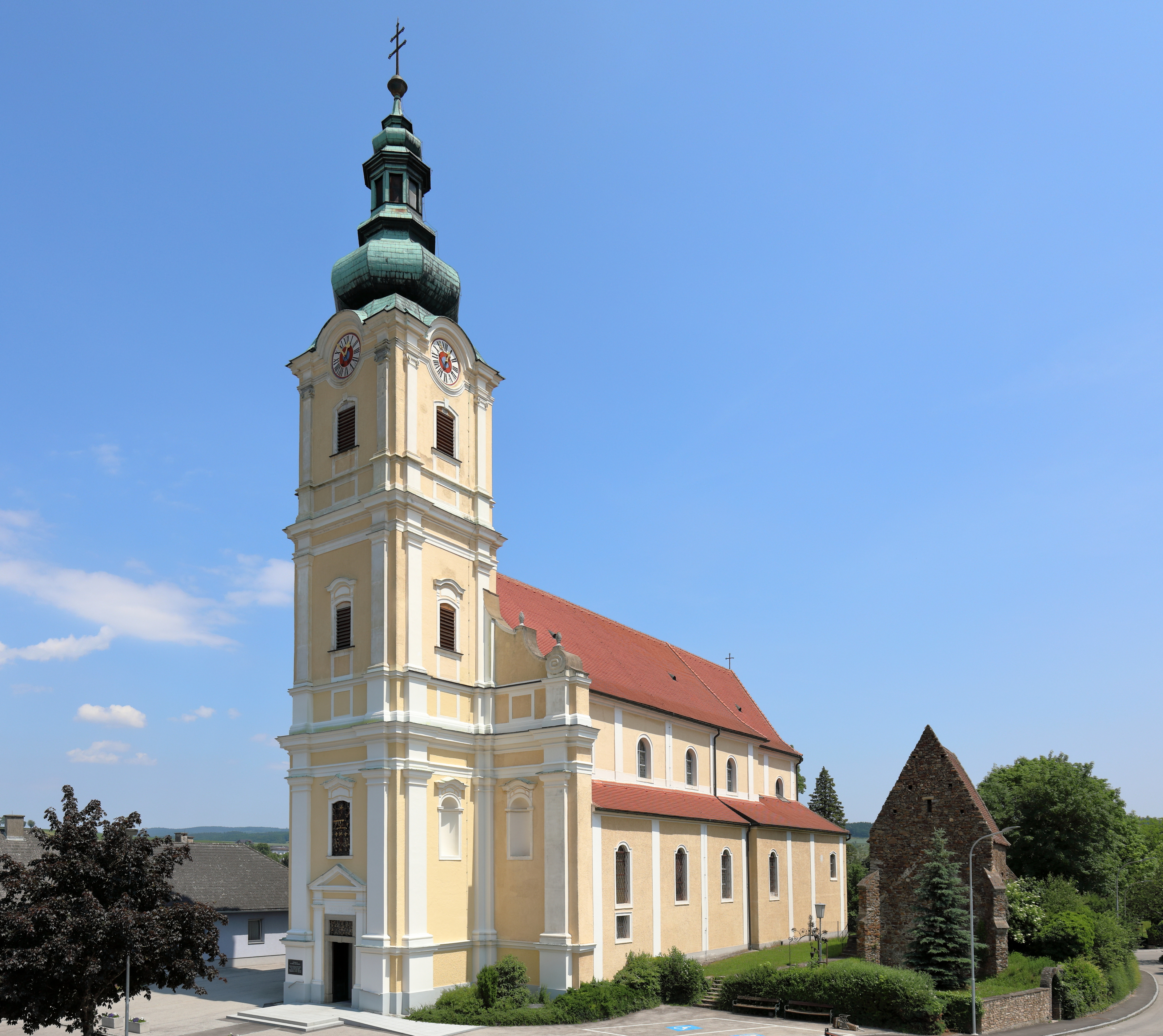
L'église de Loosdorf.

## Nés à Loosdorf
- Vladimir Ledóchowski
- Marie-Thérèse Ledóchowska
- Julie Ledóchowska